# Nampa (Alberta)
Nampa è un villaggio del Canada, situato nella regione settentrionale dell'Alberta.